# Tatjana Dmitrijewna Sintschenko
Tatjana Dmitrijewna Sintschenko (russisch Татьяна Дмитриевна Зинченко; * 14. Juli 1947 in Petropawlowsk-Kamtschatski) ist eine sowjetische bzw. russische Entomologin und Hydrobiologin.

## Leben
Nach dem Schulabschluss 1964 in Astrachan studierte Sintschenko am Astrachaner Technischen Institut für Fischereiwirtschaft (Astrybwtus, seit 1994 Technische Universität Astrachan) mit Abschluss 1971. Es folgte die Aspirantur am Lehrstuhl für Zoologie der Wirbellosen der Lomonossow-Universität Moskau (MGU) bei Nina Sokolowa (1977–1980).
Sintschenko verteidigte 1982 ihre Dissertation über Zuckmücken im Wasserleitungskanal als biologische Störung in der Wasserversorgung mit Erfolg für die Promotion zur Kandidatin der biologischen Wissenschaften.
Ab 1988 war Sintschenko wissenschaftliche Mitarbeiterin des Instituts für Ökologie des Wolga-Beckens (IEWB) der Akademie der Wissenschaften der UdSSR (AN-SSSR, seit 1991 Russische Akademie der Wissenschaften (RAN)) in Toljatti. Ihr Forschungsschwerpunkt ist die Hydrobiologie und Ökologie der Benthos-Organismen im Benthal stehender und fließender Gewässer. Sie verteidigte 2004 ihre Doktor-Dissertation über Bioindikatoren der natürlichen und technogenen Hydrosysteme des Wolga-Beckens am Beispiel der Zuckmücken mit Erfolg für die Promotion zur Doktorin der biologischen Wissenschaften. Sie entwickelte neue Methoden zur Bewertung des ökologischen Zustands von Flüssen. Mit ihren Mitarbeitern dokumentierte sie neue Zuckmücken-Arten:
- Tanytarsus kharaensis Zorina et Zinchenko[6]
- Cricotopus salinophilus Zinchenko, Makarchenko et Makarchenko[7]

## Ehrungen, Preise
- Gouvernement-Samara-Preis für Wissenschaft und Technik
- Tatischtschew-Preis der Stadt Toljatti
- Preis der Regierung der Russischen Föderation im Bereich Wissenschaft und Technik (2010)